# Álvaro Saborío
Álvaro Saborío Chacón (Quesada, 25 maart 1982) is een voetballer uit Costa Rica. Hij speelt als aanvaller bij DC United.

## Clubcarrière
Saborío debuteerde in het seizoen 2001-2002 in het eerste elftal van Deportivo Saprissa. Saborío werd in het seizoen 2003-2004 topscorer van de Primera División met 25 goals. In 2005 won hij met Saprissa de CONCACAF Champions Cup. Datzelfde jaar behaalde Saborío met Saprissa de derde plaats op het WK voor clubs. In de troostfinale tegen het Arabische Al-Ittihad scoorde hij twee doelpunten en uiteindelijk won Saprissa met 3-2. In 2006 vertrok Saborío naar het Zwitserse FC Sion. Vier jaar later transfereerde hij naar het Amerikaanse Real Salt Lake.

## Interlandcarrière
Saborío is tevens international van Costa Rica. Hij vertegenwoordigde zijn land op de Olympische Spelen van 2004, waar hij scoorde tegen Portugal. Saborío was daarnaast een belangrijke speler in het elftal dat zich kwalificeerde voor het WK 2006. Op het WK moest de aanvaller genoegen nemen met een reserverol achter Rónald Gómez en Paulo Wanchope. Saborío kwam in twee wedstrijden als invaller in het veld.
Costa Ricaans bondscoach Jorge Luis Pinto selecteerde Saborío ook voor de nationale selectie voor het wereldkampioenschap voetbal 2014. Twee weken voor aanvang van het toernooi brak hij tijdens een training echter een middenvoetsbeentje, waardoor hij niet mee kon.